# Tom O’Donnell
Tom O’Donnell, właśc. Thomas G. O’Donnell, (irl.) Tomás Ó Domhnaill (ur. 30 sierpnia 1926 w Charleville lub Limerick, zm. 8 października 2020 w Ballysheedy West w hrabstwie Limerick) – irlandzki polityk, nauczyciel i działacz społeczny, wieloletni Teachta Dála, poseł do Parlamentu Europejskiego I i II kadencji, od 1973 do 1977 minister ds. Gaeltacht.

## Życiorys
Pochodził z rodziny o tradycjach politycznych, w działalność Fine Gael oraz Irlandzkiej Armii Republikańskiej zaangażowani byli jego krewni. Przez rok kształcił się w szkole rolniczej, następnie przez cztery lata w seminarium duchownym, z którego zrezygnował. Następnie studiował matematykę i anglistykę na University College Dublin, w 1961 miał podjąć studia doktoranckie z socjologii wsi w Stanach Zjednoczonych. Pracował m.in. jako nauczyciel i dziennikarz gazety „Landmark”.
Zaangażował się w działalność polityczną w ramach Fine Gael, od 1955 działał we wspierającej rozwój wsi organizacji Muintir na Tire. W latach 1961–1987 zasiadał w Dáil Éireann ośmiu kolejnych kadencji, był m.in. członkiem gabinetu cieni tej partii ds. transportu, energii i turystyki. Od 1973 do 1977 pozostawał ministrem ds. Gaeltacht w rządzie Liama Cosgrave’a. W 1979 i 1984 wybierano go posłem do Parlamentu Europejskiego. Przystąpił do Europejskiej Partii Ludowej, został jej rzecznikiem ds. regionalnych. Po odejściu z polityki aktywny w trzecim sektorze, kierował Irish Peace Institute oraz należał do organizacji zajmujących się rozwojem lokalnym.

## Życie prywatne
Od 1984 był żonaty z Helen O’Connor (także polityk Fine Gael), miał syna Thomasa. Cierpiał na głuchotę.